# Reggiane
Officine Meccaniche Reggiane, o simplemente Reggiane fue una extinta compañía constructora de aeronaves italiana subsidiaria desde 1935 del grupo industrial Caproni, establecida en Reggio Emilia, Italia, en el año 1901.
Aunque también fabricó motores de aviación y locomotoras, Reggiane fue en su momento muy conocida gracias a la fabricación de aviones de caza durante la Segunda Guerra Mundial, que formaron parte principalmente de la Regia Aeronautica italiana, aunque algunos también llegaron a operar en la Luftwaffe alemana y en las fuerzas aéreas suecas y húngaras, y vendiendo a estas última la licencia de fabricación del Reggiane Re.2000, que pasó a ser denominado en el país centroeuropeo como MÁVAG Héja.
En 1945, después de la destrucción originada por la Segunda Guerra Mundial, y de las condiciones impuestas por el bando aliado a Italia, por su participación en la misma dentro de las potencias del eje, la compañía Reggiane dejó de existir.

## Historia
Los comienzos
Fundada en Reggio Emilia en agosto de 1901 por el ingeniero Romano Righi con el nombre de Officina Meccanica e Fonderia Ing. Romano Righi e C. En diciembre de 1904 el nombre de la empresa cambió a Società Anonima Officine Meccaniche Reggiane (OMR) con Giuseppe Menada como accionista y presidente. Como Menada fue primero director y luego presidente de SAFRE (Societá Anónima del Ferrovie di Reggio Emilia), se ocupó de garantizar los pedidos a la empresa de la que era accionista, encargando inicialmente 20 vagones cerrados para el transporte de mercancías y ganado y 7 vagones abiertos.

« La Officine Reggiane comenzó modestamente con la construcción de simples vagones abiertos, ....luego pasó a los vagones de mercancías, de equipajes,...llegaron a la construcción de espléndidos vagones de tercera clase y están a punto de intentar construir vagones de segunda clase, y luego proceder, a través de vagones de primera clase, a la construcción de los coches más perfectos. »

( Giuseppe Menada , 1906 )

## Producción
Durante sus años de actividad, la compañía Reggiane desarrolló o fabricó bajo licencia los siguientes productos:

### Aviones

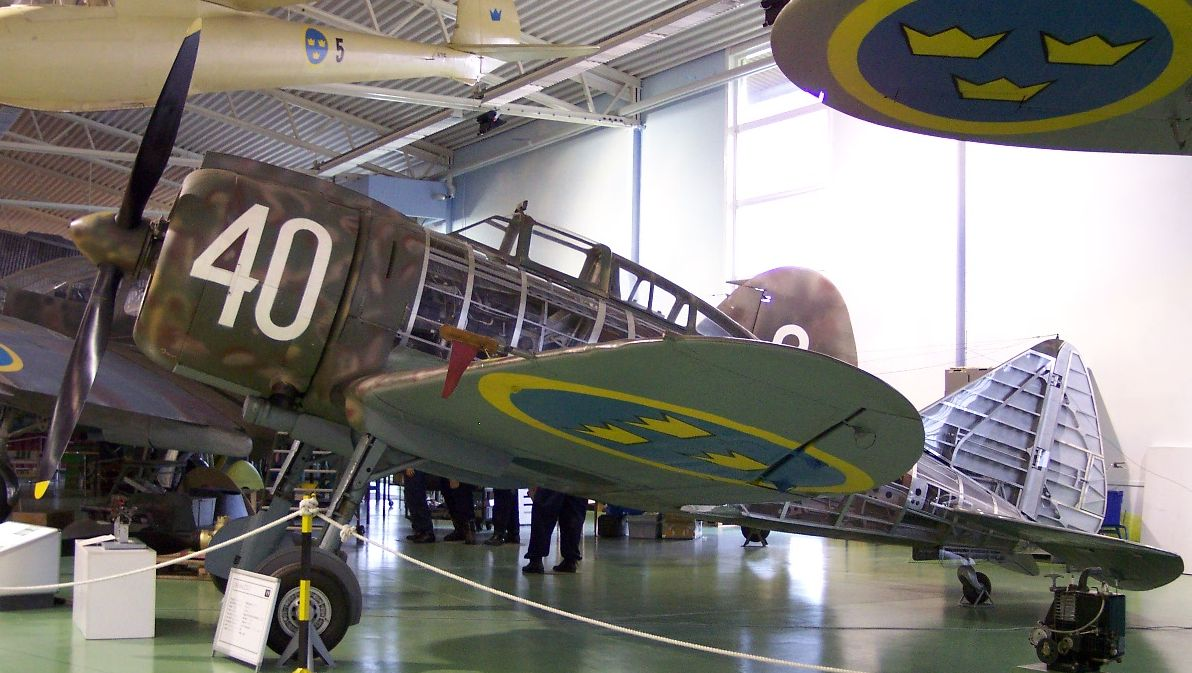
Reggiane Re.2000 de la Fuerza Aérea Sueca expuesto en el museo que la misma tiene en Linköping.

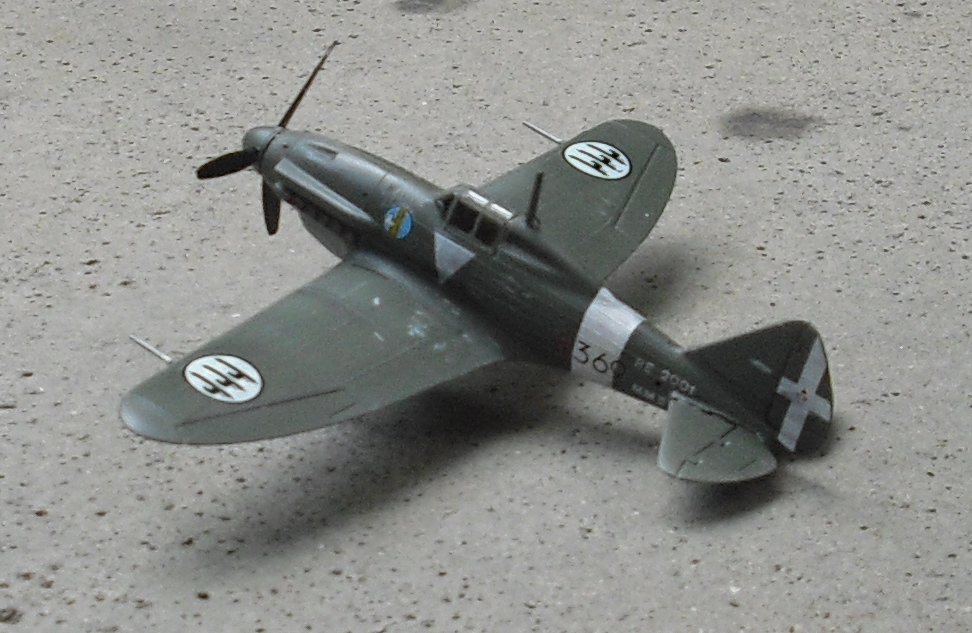
Reproducción a escala de un Reggiane Re.2001.

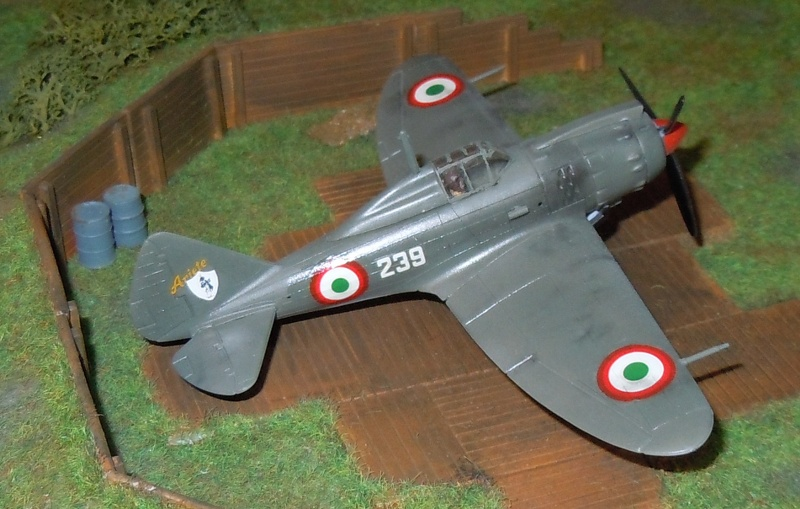
Reproducción a escala de un Reggiane Re.2002.

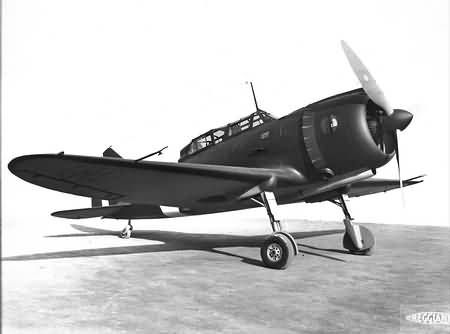
Reggiane Re.2003.

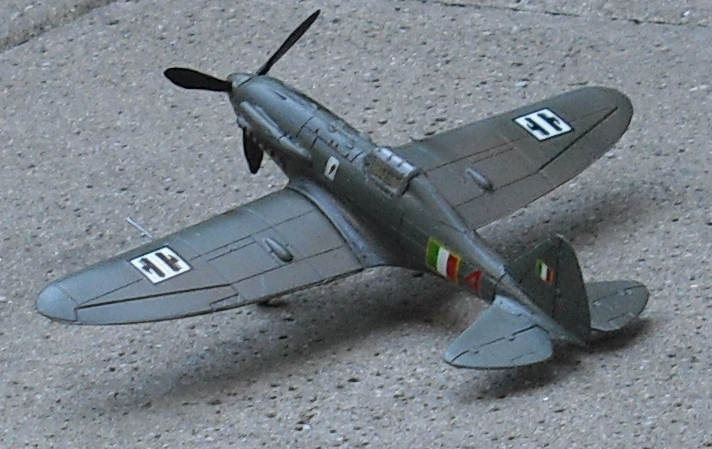
Reproducción a escala de un Reggiane Re.2005.

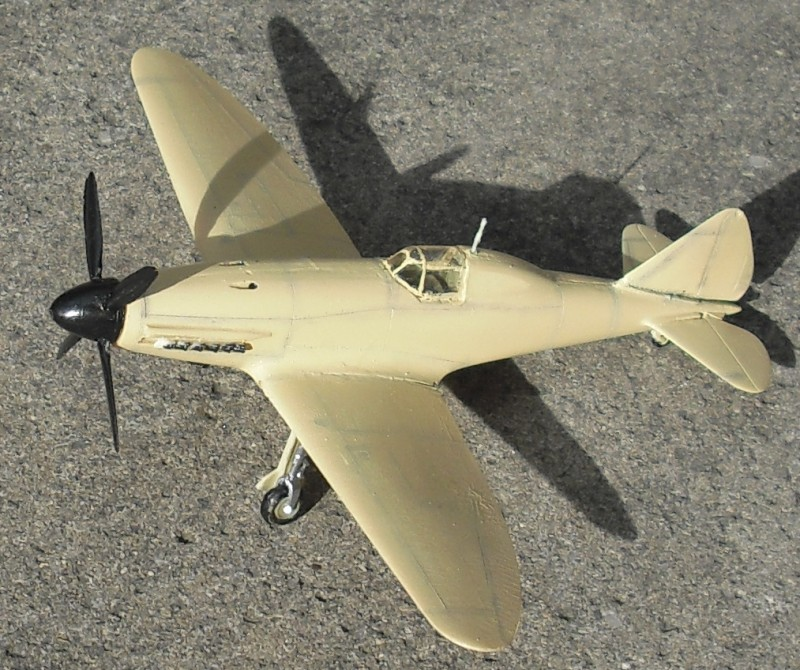
Reproducción a escala de un Reggiane Re.2006.

- Reggiane Re.2000: se construyeron 180 unidades, además de vender la licencia para su fabricación a Hungría, donde el modelo fue denominado MÁVAG Héja II.
- Reggiane Re.2001: desarrollo del Re.2000. Se construyeron 252 unidades.
- Reggiane Re.2002: 225 unidades.
- Reggiane Re.2003: desarrollo del Re.2002. Se construyó únicamente un prototipo.
- Reggiane Re.2004: proyecto de avión similar al Re.2005. Ninguna unidad construida.
- Reggiane Re.2005: desarrollo del Re.2000. Se construyeron 48 unidades.
- Reggiane Re.2006: desarrollo del Re.2005. Se construyó únicamente un prototipo.[2]
- Reggiane Re.2007: proyecto de caza propulsado con un turborreactor. Ninguna unidad construida.[3]
- Reggiane Re.2008
- Caproni-Reggiane Ca.8000: proyecto de hidroavión de pasajeros. Ninguna unidad construida.

Aviones fabricados bajo licencia
- Piaggio P.32bis: 2 ejemplares
- Caproni Ca.405: 2 ejemplares
- Savoia-Marchetti S.M.79: 405 unidades

### Motores
- Reggiane Re.102 RC.50/1
- Reggiane Re.103 RC.40/1
- Reggiane Re.104 RC.48/D (proyecto)
- Reggiane Re.105 (estudio y construcción experimental)
- Proyecto de motor de 18 cilindros en línea

Motores fabricados bajo licencia
- Piaggio P.VII C.16, C.35, C.45: 1231 unidades con licencia Piaggio.
- Fiat A.74 RC.38: 1722 unidades con licencia Fiat.
- Piaggio P.XI bis RC.40: 1121 unidades con licencia Piaggio.

### Locomotoras
- Locomotora ténder a vapor FVS
- Locomotora FS D.141
- Locomotora FS D.341.5001 (prototipo)
- Locomotora FS D.341
- Locomotora 245

## Galería de imágenes

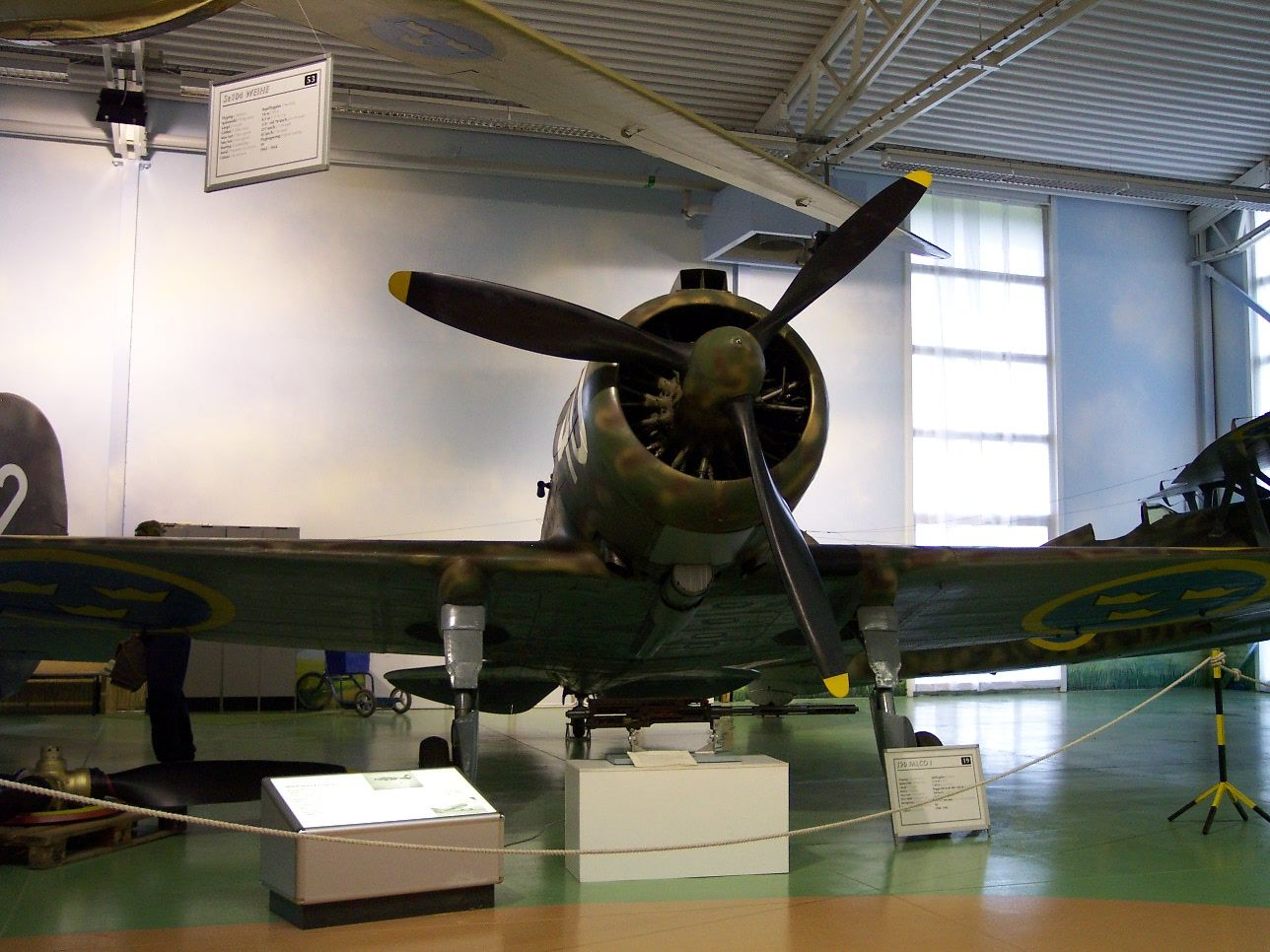
Reggiane Re.2000 de la Fuerza Aérea Sueca expuesto en el museo que la misma tiene en Linköping.
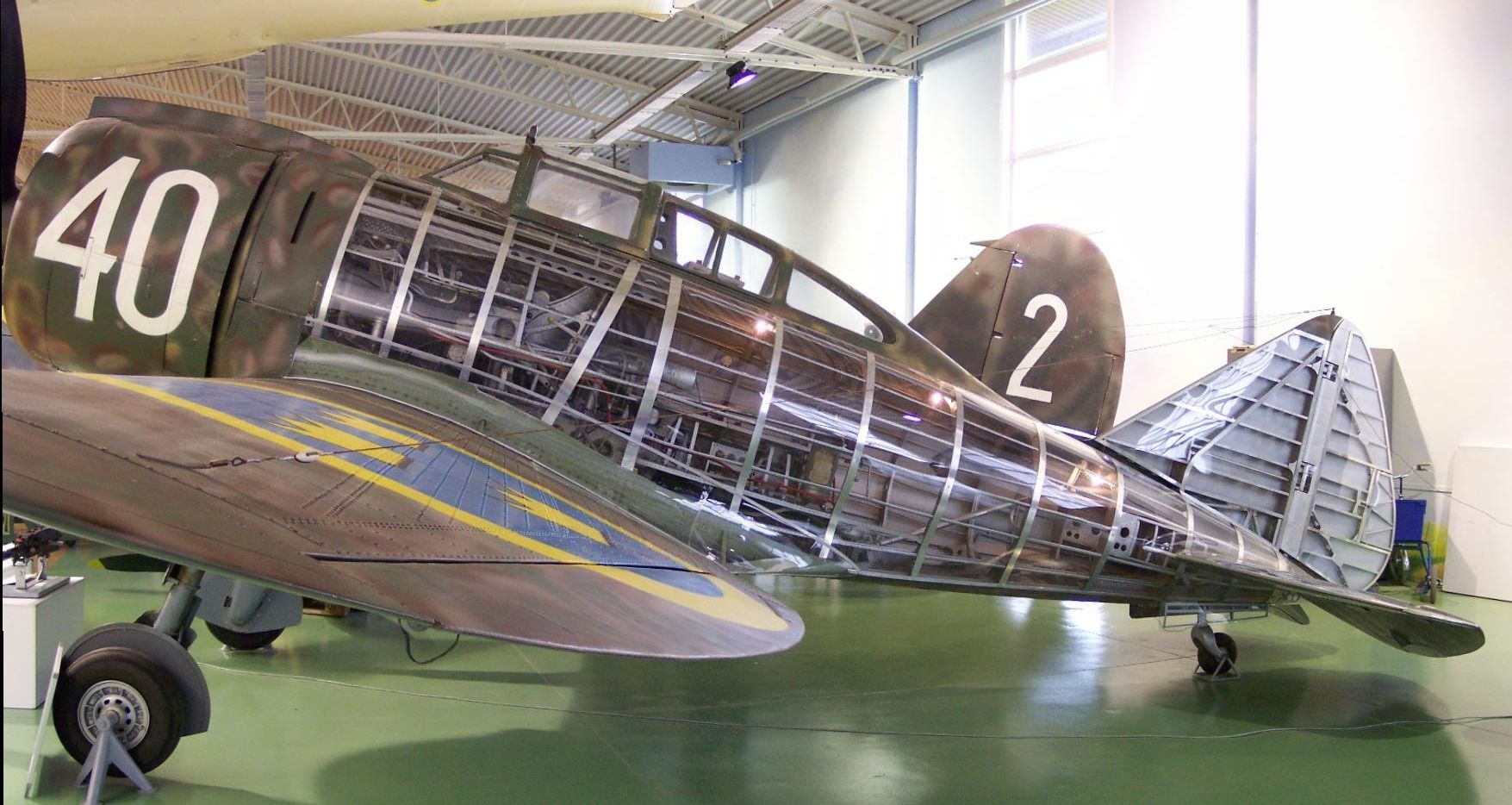
Reggiane Re.2000 de la Fuerza Aérea Sueca expuesto en el museo que la misma tiene en Linköping.
Planos esquemáticos de un MÁVAG Héja, versión húngara del Re.2000.